# Susanna Lindeborg
Elsa Susanna Lindeborg (* 18. April 1952 in Halmstad) ist eine schwedische Fusion- und Jazzmusikerin (Piano, Keyboards, Elektronik, Komposition).

## Wirken
Lindeborg lernte nach einem klassischen Klavierunterricht in den frühen 1970er Jahren den Jazz kennen, der für sie zu einer wichtigen Inspirationsquelle wurde. 1974 gründete sie gemeinsam mit dem Saxophonisten Ove Johansson das Quintett Mwendo Dawa. Mit dieser Gruppe, für die sie einen großen Teil des Repertoires schreibt, tourte sie vielfach weltweit und trat auf dem Montreux Jazz Festival, dem North Sea Jazz Festival und dem Montreal Jazz Festival auf. Bis 2018 veröffentlichte sie mit Mwendo Dawa 21 Alben.
Daneben tourte Lindeborg Anfang der 1980er Jahre viel mit der nur aus Frauen bestehenden Jazzband Salamander, mit der sie in Europa und den USA auftrat. 1989 nahm sie am New Jazz Meeting des SWF teil. Im selben Jahr veröffentlichte sie ihr erstes Soloalbum Susanna Lindeborg solo. In den letzten Jahren trat sie daneben im Lindeborg/Johansson Duo und dann im Trio Natural Artefacts, mit dem sie sich in Richtung elektroakustischer Improvisationsmusik bewegte. Gemeinsam mit Per Anders Nilsson, Merje Kägu und Anton Jonsson entstand daraus das Improvisationsquartett Natural Artefacts, das 2018 das Album The Crux vorlegte. Sie gibt zudem Solokonzerte, bei denen sie Computer einsetzt, die elektroakustische Hintergründe erzeugen. 2011 wurde sie für den Musikpreis des Nordischen Rates nominiert. Tom Lord verzeichnet 39 Aufnahmen zwischen 1976 und 2018.

## Diskographische Hinweise
- Mwendo Dawa: Basic Lines (Sonet 1978, mit Ove Johansson, Ulf Wakenius, Anders Jormin, David Sundby)
- Salamander: Live at Northsea Jazz Festival (Dragon 1981, mit Katarina Karlsson, Cecilia Wennerström, Stig Boström, Vanja Holm)
- Salamander: In the Darkest Month (Dragon 1983, mit Cecilia Wennerström, Stig Boström, Vanja Holm)
- Key Paintings (LJRecords 2001)
- Excursions (LJRecords 2010)
- Natural Artefacts: California Connection (LJRecords 2014, mit Ove Johansson, Per Anders Nilsson)
- Susanna Lindeborg, Ove Johansson, Thomas Fanto, Michael Andersson: Sudden Meeting (LJRecords 2014)
- Natural Artefacts: The Crux (LJRecords 2018)